# Ospedaletti
Ospedaletti är en italiensk kurort och kommun i provinsen Imperia i regionen Ligurien i nordvästra Italien på Rivieran väster om Sanremo. Kommunen hade 3 274 invånare (2018).